# الركبة (لودر)

تعديل مصدري - تعديل

الركبة هي إحدى قرى عزلة زارة بمديرية لودر التابعة لمحافظة أبين، بلغ تعداد سكانها 163 نسمة حسب تعداد اليمن لعام 2004.